# Mahnburg
Mahnburg ist eine Ortschaft der Stadt Wittingen im niedersächsischen Landkreis Gifhorn.

## Geographie
Mahnburg liegt rund 1,5 Kilometer östlich von Hagen, drei Kilometer südlich von Kakerbeck und vier Kilometer nordöstlich von Küstorf im Landkreis Gifhorn. Im Süden liegt das Testgelände Ehra-Lessien der Volkswagen AG.

## Geschichte
Ende der 1920er Jahre wurde Mahnburg nach Hagen bei Knesebeck eingemeindet. Am 1. März 1974 kam die Gemeinde Hagen bei Knesebeck zur Gemeinde Knesebeck, die einen Monat später Teil der Stadt Wittingen wurde.

### Einwohnerentwicklung
| Jahr      | 1910 | 2008 | 2013 | 2017 |
| --------- | ---- | ---- | ---- | ---- |
| Einwohner | 76   | 113  | 99   | 87   |

## Politik
Ortsvorsteher ist Hans Mühe.

## Wirtschaft und Infrastruktur
Der Ort und die Umgebung sind landwirtschaftlich geprägt. Straßennamen gibt es nicht. Mahnburg liegt an der Kreisstraße zwischen Knesebeck und Küstorf.